# 흑백알락나비
흑백알락나비는 나비목 네발나비과에 속하는 나비이다. 어른벌레는 나무의 진을 먹으며, 애벌레는 팽나무를 먹는다. 천적으로는 애벌레에 알을 낳아서 번식하는 맵시벌이 있다. 애벌레상태에서 겨울을 나며 봄에 다시 활동한다.